# Neopanorpa tibetensis
Neopanorpa tibetensis är en näbbsländeart som beskrevs av Hua och Chou 1999. Neopanorpa tibetensis ingår i släktet Neopanorpa och familjen skorpionsländor. Inga underarter finns listade i Catalogue of Life.